# Voorlopige twaalfden
Voorlopige twaalfden of voorlopige kredieten (Frans: douzièmes provisoires) zijn een budgettaire techniek om de overheidsuitgaven te financieren wanneer er geen goedgekeurde jaarbegroting is. Om de continuïteit van de openbare dienstverlening te verzekeren, wijkt het parlement dan af van het annuïteitsprincipe en keurt het maandelijkse uitgaven goed die overeenstemmen met 1/12 van de laatst aangenomen jaarbegroting. Wanneer uiteindelijk toch een jaarbegroting wordt gestemd, worden de goedgekeurde voorlopige twaalfden daarop in mindering gebracht. Ze fungeren dan als een voorschot.

## België
In België is de techniek van de voorlopige twaalfden in gebruik bij de federale begroting en bij de begroting van de deelstaten. Wanneer een overheid vóór 31 december geen begroting heeft aangenomen voor het komende jaar, mag ze iedere maand slechts één twaalfde uitgeven van wat ze het jaar voordien heeft uitgegeven.
Vooral op federaal niveau is het voorgevallen dat de begroting niet kon worden goedgekeurd voor het einde van het jaar, bijvoorbeeld omwille van de val van de regering, vervroegde verkiezingen of langdurige formatiegesprekken. De Kamer van volksvertegenwoordigers neemt dan een zogenaamde Financiewet aan, die de voorlopige twaalfden toekent. De regeling is opgenomen in de Organieke Begrotingswet en in het Kamerreglement. De regering dient een wetsontwerp tot opening van voorlopige kredieten in en een ontwerp van financiewet. In principe omvat deze geen uitgaven die nieuw zijn tegenover het vorige jaar, tenzij daarvoor een bijzondere machtiging wordt opgenomen. De voorlopige twaalfden worden per programma toegestaan per schijf van één tot vier maanden. Een langere duur is mogelijk wanneer contractuele verplichtingen daartoe nopen.
Een voorbeeld van een situatie waarbij er van voorlopige twaalfden werd gebruikgemaakt was de val van de federale regering-Michel I in december 2018, die ertoe leidde dat er in de Kamer van volksvertegenwoordigers niet langer een meerderheid was te vinden om de begroting voor het jaar 2019 goed te keuren, hoewel die reeds door de Kamercommissie Financiën was aangenomen. Gedurende 2019 werd daarom met voorlopige twaalfden gewerkt. In oktober werd geconstateerd dat ook de begroting 2020 nog niet kon worden goedgekeurd.

## Frankrijk
Onder de Derde en de Vierde Republiek was het gebruikelijk om douzièmes provisoires te stemmen wanneer de goedkeuring van het jaarbudget vertraging opliep. Van maand tot maand werden de toelatingen voor belastingheffing en lening goedgekeurd.

## Zwitserland
Het Zwitserse kanton Genève paste het systeem van de voorlopige twaalfden toe in 2006, 2013, 2016 en 2022.

## Europese Unie
Het systeem van voorlopige twaalfden is verankerd in het Unierecht (artikel 315 van het Verdrag betreffende de werking van de Europese Unie en artikel 92 van het Reglement van het Europees Parlement).
In het kader van het Stabiliteits- en Groeipact voorziet de Gedragscode dat nationale regeringen een begrotingsplan bij ongewijzigd beleid kunnen indienen wanneer er nog geen jaarbegroting is goedgekeurd.